# سكوت هاتشيسون
سكوت هاتشيسون (بالإنجليزية: Scott Hutchison)‏ هو مغن مؤلف وعازف قيثارة وكاتب أغاني ومغني بريطاني، ولد في 20 نوفمبر 1981 في Selkirk, Scottish Borders ‏ في المملكة المتحدة، وتوفي في 10 مايو 2018 في South Queensferry ‏ في المملكة المتحدة.

## وصلات خارجية
- سكوت هاتشيسون على موقع IMDb (الإنجليزية)
- سكوت هاتشيسون على موقع ميوزك برينز (الإنجليزية)
- سكوت هاتشيسون على موقع أول ميوزيك (الإنجليزية)
- سكوت هاتشيسون على موقع ديسكوغز (الإنجليزية)